# Революционный союз за международную солидарность
Революционный союз за международную солидарность (интернационалистической солидарности, греч. Επαναστατικός Σύνδεσμος Διεθνιστικής Αλληλεγγύης, сокращённо ΕΣΔΑ, также известное по англоязычной аббревиатуре RUIS) — анархистское военное подразделение, часть Международного батальона свободы, участвовавшее в гражданской войне в Сирии на стороне курдских Отрядов народной самообороны и Сирийских демократических сил вокруг них. Основано в 2015 году. По состоянию на 2017 год греческие власти оценивали численность группы как невысокую, в пять или шесть человек.

## История
Группа объявила о своем основании, опубликовав заявление через Indymedia, датированное апрелем 2015 года. В нём учредители утверждают, что являются греческими анархистами-интернационалистами, прибывшими в Рожаву в ответ на январский призыв от Марксистско-ленинской коммунистической партии (Турция) сформировать интернациональную бригаду добровольцев для защиты революции в Рожаве вместе с YPG и YPJ от боевиков Исламского государства Ирака и Леванта. Таким образом, греческие анархисты, откликнувшиеся на призыв турецких коммунистов, стали одними из первых членов Международного батальона свободы наряду с самой МЛКП, ТИККО (боевым крылом одной из турецких маоистских партий), Объединёнными силами свободы (ополчением нескольких турецких революционно-социалистических и анархистской группы) и испанской Коммунистической реконструкцией.
В интервью RUIS, полученном альтернативным порталом Apatris.info в октябре 2015 года, член группы поясняет, что Революционный союз интернациональной солидарности «является организацией, которая борется за мировую социальную революцию». В том же интервью сообщается, что их участниками являются анархо-коммунисты и другими анархистами из Греции, и совместными усилиями группа стремится к эффективной солидарности на поле международных вооружённых конфликтов. Они также утверждают, что борются на стороне угнетённых классов за социальное освобождение и «против господства государства и капитала», обозначая радикальную антикапиталистическую позицию. И добавляют, что "эффективная солидарность должна иметь характеристики социальной борьбы на всех этапах конфликта, разрушая ограничения тирании, угнетения и эксплуатации.
3 апреля 2017 года группа вновь появилась в социальных сетях в связи с кампанией солидарности с анархистским движением Афин, запущенной через Twitter Международными революционными народными партизанскими силами (IRPGF). Это привлекло внимание ряда греческих СМИ, которые даже направили свои сообщения в службы государственной безопасности и разведки, подтвердившие прессе свою обеспокоенность по поводу возвращения бывших участников войны в Сирии в страну.
В феврале 2018 года исландский боец RUIS и MLKP Хёйкюр Хильмарссон погиб в бою, сражаясь против турецкой военной операции в Африне.

## Идеология
Группа основана на идеалах анархо-коммунизма, также называемого либертарным коммунизмом, — основного философского и экономического течения в анархизме, главными представителями которого были Карло Кафьеро, Пётр Кропоткин, Эррико Малатеста и Нестор Махно. Эту группу также можно классифицировать как платформистскую. Несмотря на свою это, она выступает за левое единство и сосуществование с другими пролетарскими течениями, такими как марксизм-ленинизм.
RUIS стал первым анархистским подразделением, присоединившимся к Международному батальону свободы, которому наследовал IRPGF, но до последнего — турецкое веганское анархистское подразделение Sosyal Isyan («Социальное восстание»), входившее в состав Объединённых сил свободы.